# Головчатотиссовые
Головчатоти́ссовые (лат. Cephalotaxaceae) — небольшое семейство хвойных растений, состоящее из трёх родов и около 20 видов. Головчатотиссовые являются близкими родственниками тисовых, и в последнее время их часто объединяют в одно семейство. Распространены в основном в Восточной Азии, за исключением двух видов торреи, встречающихся на юге США. Палеонтологические данные доказывают, что в доисторические времена были распространены в Северном полушарии гораздо шире.

## Ботаническое описание

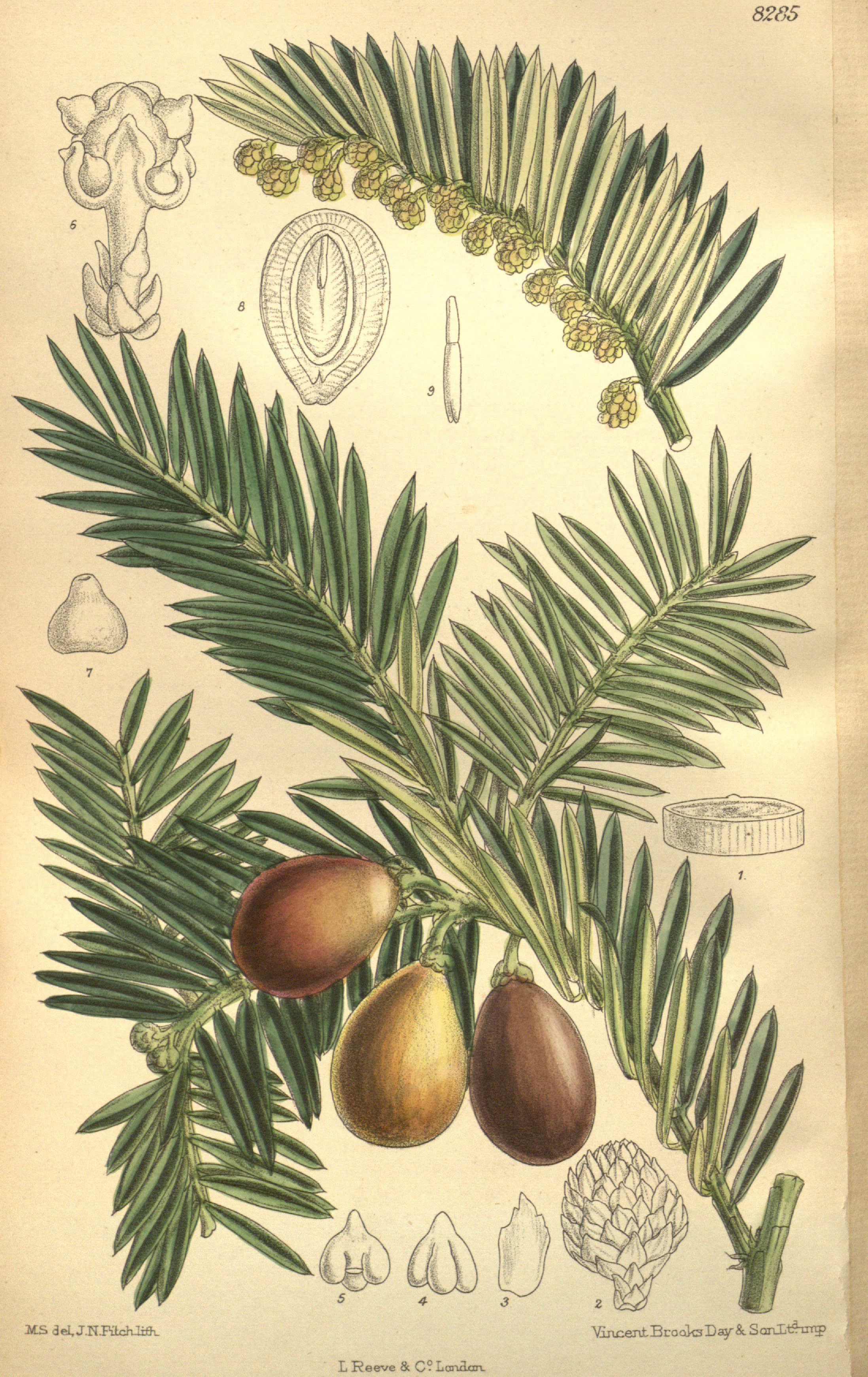
Cephalotaxus harringtonia. Ботаническая иллюстрация из Curtis's Botanical Magazine, London, 1909, vol. 135

Головчатые тисы — это вечнозелёные густоветвящиеся небольшие деревья или кустарники. Хвоя расположена по спирали и имеет линейную либо копьевидную форму. На обратной стороне имеет белые или светло-зелёные устьичные полосы.
Головчатые тисы бывают как однодомными, так и двудомными. Мужские шишки (микростробилы) имеют длину 4—25 мм и созревают ранней весной. У типовых видов они расположены в виде шаровых скоплений (что и дало название всему семейству). Женские шишки (мегастробилы) сильно редуцированы, по виду напоминают ягоды. Содержат одно или несколько семян, каждое из которых окружено мясистым образованием — ариллусом, — полностью окружающим семя. Созревший ариллус обычно тонкий, мягкий и смолистый, зелёного, розового или красного цвета. По всей видимости, их поедают птицы или другие животные, тем самым распространяя семена. Тем не менее, механизм распространения семян у головчатых тисов изучен ещё недостаточно.
Следующие характеристики отличают головчатотиссовые от тисовых:
ариллус полностью покрывает семя,
шишки созревают за 18—20 месяцев (у тисовых — 6—8 месяцев),
размер семени 12—40 мм (у тисовых 5—20 мм).

## Классификация

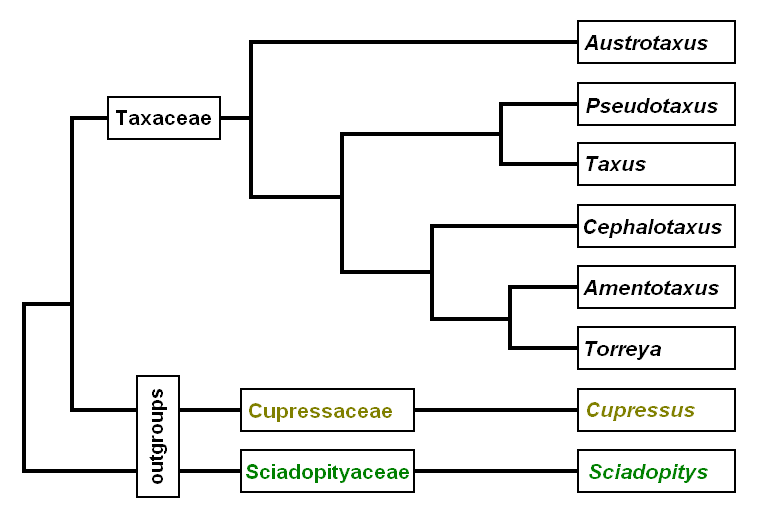
Филогения тисовых и родственных семейств

Ранее выделяемые в отдельный порядок Taxales, сейчас тисовые и головчатотиссовые на основе генетических исследований обычно рассматриваются как одно или два семейства в порядке Сосновые.
Обычно в семейство Головчатотиссовые включают один род:
- Cephalotaxus — Головчатотисс, или Головчатотис, или Головчатый тис — состоит из 11 видов в Юго-Восточной Азии.

Однако, по результатам последних генетических исследований, следующие роды, обычно относящиеся к семейству тисовых, более близки к головчатым тисам и поэтому также должны быть включены в Cephalotaxaceae:
- Amentotaxus — Аментотаксус — состоит из пяти или шести видов в Юго-Восточной Азии,

- Torreya — Торрея, известная в США как мускатный тис, состоит из четырёх—пяти видов в Восточной Азии и двух видов на юге США.

Альтернативно, тисовые и головчатотиссовые могут быть объединены в одно семейство.